# Атаев, Овезгельды
Овезгельды́ Ата́ев (туркм. Öwezgeldi Ataýew, род. 1951 год, село Гуртлы, Туркменская ССР) — туркменский юрист, политический деятель, бывший председатель Меджлиса Туркменистана и Верховного суда Туркменистана.

## Биография
Родился в 1951 году в селе Гуртлы Ашхабадского района Туркменской ССР.
В 1969 году начал карьеру заведующим кружком художников Ашхабадского областного Дома пионеров.
В 1971 году — окончил Ашхабадское педагогическое училище.
1973 год — учитель средней школы № 12 Ашхабадского района.
В 1973—1978 годах обучался на юридическом факультета Туркменского государственного университета. Окончил университет по специальности правоведение.
В 1978—1980 годах — старший лаборант, вскоре младший научный сотрудник Отдела философии и права Академии наук Туркменской ССР.
В 1980—1985 годах — член Ашхабадского областного суда.
В 1985—1989 годах — председатель Тедженского городского суда.
С 1989 г. — судья Верховного суда Туркменской ССР.
В 1999 году был назначен председателем Верховного суда Туркменистана.
11 ноября 2002 года был избран депутатом Меджлиса Туркменистана от Эневского избирательного округа № 10 Ахалского велаята. 12 ноября 2002 года избран Председателем Меджлиса Туркменистана второго созыва, взамен посаженного в тюрьму на 20 лет по ложному обвинению в попытке государственного переворота Тагандурды Халлыева.
С 15 августа 2003 года — заместитель Председателя Халк Маслахаты Туркменистана.
В 2004 году вновь избран Председателем Меджлиса Туркменистана третьего созыва.

## Уголовное дело
21 декабря 2006 года после кончины президента Туркменистана Сапармурата Ниязова, в соответствии с действующей конституцией Туркменистана, должен был стать исполняющим обязанности президента Туркменистана. Конституция — закон прямого действия и никакой специальной процедуры вступления в должность не требовалось. В тот же день в Туркменистане, на совместном заседании Государственного совета безопасности и правительства страны во главе с Гурбангулы Бердымухамедовым было принято решение воздержаться от назначения Атаева на этот пост, так как Генеральная прокуратура возбудила против него уголовное дело, Атаев был взят под стражу.
Совбез Туркменистана и правительство страны не имели никаких законных прав, полномочий или юридический оснований назначать или не назначать кого-либо на пост исполняющего обязанности президента Туркменистана. Овезгельды Атаев стал ИО президента как председатель парламента страны. В соответствии с Конституцией Туркменистана председатель парламента становится исполняющим обязанности президента в случае смерти действующего президента, без какой-либо специальной процедуры «назначения» или вступления в должность. Пост исполняющего обязанности президента Туркменистана и Верховного главнокомандующего Вооружёнными Силами республики занял Гурбангулы Бердымухамедов. По мнению некоторых экспертов, в стране фактически произошёл государственный переворот.
22 декабря 2006 года депутаты на внеочередном заседании освободили Атаева от должности председателя Меджлиса Туркменистана, одновременно освобождён от обязанностей заместителя председателя Народного совета Туркменистана «за поступки, несовместимые с доверенным высоким постом». Его обвинили в злоупотреблении служебным положением, грубом нарушении конституционных прав граждан Туркменистана и проявлении родоплеменной розни. По надуманному обвинению Атаев был приговорён к лишению свободы сроком на 5 лет. Позднее к такому же сроку, по надуманному обвинению, была приговорена его жена Гузель Атаева, которая в 2009 году была помещена в Дашогузскую женскую колонию, отличающуюся жестокими условиями содержания. В июле 2008 года Гузель Атаева, не выдержав жестоких условий содержания, совершила попытку самоубийства, после чего режим ее содержания был несколько ослаблен.
По мнению ряда туркменских политиков, Гурбангулы Бердымухаммедов репрессировал Атаева за его желание провести в стране реальные демократические выборы, поставить под контроль общественности расходование государственных средств, особенно за продажу газа и другого сырья, обеспечить права и свободы граждан, прописанные в конституции.
16 марта 2012 года заместитель министра иностранных дел Туркменистана Веп Хаджиев на слушаниях в Комитете ООН по правам человека в Нью-Йорке сообщил, что 61-летний Овезгельды Атаев якобы освобождён из тюрьмы. Однако родственники Атаева по настоящее время (январь 2014) не имеют о нём никакой информации. Ввиду этого существует мнение, что его уже нет в живых, как Бориса Шихмурадова и Сердара Рахимова.

## Награды
- Орден Президента Туркменистана «Битараплык»
- Медаль «Гайрат»